# Dragunara
Dragunara je nenaseljeni otočić u hrvatskom dijelu Jadranskog mora.
Njegova površina iznosi 0,016 km². Dužina obalne crte iznosi 0,52 km.

## Vanjske poveznice
|  | Zajednički poslužitelj ima još gradiva o temi Dragunara |